# ریوسوکه ساکای
ریوسوکه ساکای (انگلیسی: Ryusuke Sakai؛ زادهٔ ۷ سپتامبر ۱۹۸۸) بازیکن فوتبال اهل ژاپن است.
از باشگاه‌هایی که در آن بازی کرده‌است می‌توان به باشگاه فوتبال ماتسوموتو یاماگا اشاره کرد.